# Smittia longiventris
Smittia longiventris är en tvåvingeart som först beskrevs av Jean-Jacques Kieffer 1928.  Smittia longiventris ingår i släktet Smittia och familjen fjädermyggor.
Artens utbredningsområde är Tunisien. Inga underarter finns listade i Catalogue of Life.